# Acer toradense
Acer toradense — вимерлий вид клена, описаний з двох викопних самар. Вид відомий виключно з ранньоеоценових відкладень, відкритих на північному сході штату Вашингтон, Сполучені Штати, і прилеглої території на півдні центральної Британської Колумбії, Канада. Це один із трьох видів, що належать до вимерлої секції Torada.

## Опис
Самари Acer toradense мають чіткі роздвоєні хребти на горішку, які є унікальними для секції Torada. Загальна форма самари яйцеподібна із середньою довжиною до 3.3 см і шириною крил 1.4 см. Парні самари A. toradense мають кут прикріплення 45°. Попри те, що за морфологією вони дуже схожі на A. washingtonense, два ймовірно споріднені види можуть бути розділені грубою сіткою жилок, яка є на A. toradense, а не на A. washingtonense. Самари A. stonebergae відрізняються як від A. toradense, так і від A. washingtonense своїм значно більшим загальним розміром.